# Ogcodes reginae
Ogcodes reginae – gatunek muchówki z podrzędu krótkoczułkich i rodziny opękowatych.
Gatunek ten opisany został w 1956 roku przez Przemysława Trojana jako Oncodes reginae.
Muchówka o ciele długości od 5 do 8,5 mm. Skrzydła ma u nasady brunatne, a na wierzchołku jaśniejsze. Tułów ma całkowicie czarną tarczkę. Odnóża są czarne z brunatnymi goleniami. Guzy zaskrzydłowe mają barwę czarną. Tergity czarnego, silnie wydętego, dwa razy szerszego od tułowia odwłoka mają na tylnych brzegach bladożółte przepaski, które zajmują nie więcej niż ćwierć ich szerokości.
Owad w Europie znany z Hiszpanii, Francji, Holandii, Polski, Węgier, Bułgarii i Rosji. Ponadto występuje na Bliskim Wschodzie i we wschodniej Palearktyce. Niepewne dane pochodzą ze Słowenii. Owady dorosłe są aktywne w lipcu.